# Casualties of War (album)
Casualties of War è il quarto album del gruppo hip hop statunitense Boot Camp Clik, pubblicato nel 2007.
| Recensione | Giudizio |
| ---------- | -------- |
| AllMusic   | [ 1 ]    |
| RapReviews | [ 2 ]    |

## Tracce
| #  | Title                                     | Producer(s)                 |
| -- | ----------------------------------------- | --------------------------- |
| 1  | "Intro"                                   | Dan the Man                 |
| 2  | "The Hustle"                              | Coptic, Soul G              |
| 3  | "Bubblin' Up"                             | Nottz                       |
| 4  | "What You See"                            | Dan the Man, Fred Bear      |
| 5  | "BK All Day" featuring Ruste Juxx and 5ft | Dan the Man, Chris the Four |
| 6  | "My World"                                | Marco Polo                  |
| 7  | "I Need More" featuring Supreme           | 9th Wonder                  |
| 8  | "Jail Song"                               | Jaywan Inc.                 |
| 9  | "A-Yo" featuring Blue Flame               | Coptic, Soul G              |
| 10 | "Casualties of War" featuring Ruste Juxx  | Marvel                      |
| 11 | "I Want Mine" featuring Supreme           | Marco Polo                  |
| 12 | "Everyday Shit"                           | Soul G, Coptic              |
| 13 | "Words from Tek"                          | Moods & Vibrations          |
| 14 | "Yesterday"                               | Dub Z                       |

## Classifiche
| Classifica (2007)         | Posizione massima |
| ------------------------- | ----------------- |
| US Top R&B/Hip-Hop Albums | 59                |